# Берія (Небраска)
Берія (англ. Berea) — переписна місцевість (CDP) в США, в окрузі Бокс-Б'ютт штату Небраска. Населення — 49 осіб (2020).

## Географія
Берія розташована за координатами 42°12′44″ пн. ш. 102°58′59″ зх. д. / 42.21222° пн. ш. 102.98306° зх. д. (42.212279, -102.982984).  За даними Бюро перепису населення США в 2010 році переписна місцевість мала площу 3,09 км², уся площа — суходіл.

## Демографія
Згідно з переписом 2010 року, у переписній місцевості мешкала 41 особа в 17 домогосподарствах у складі 13 родин. Густота населення становила 13 особи/км².  Було 26 помешкань (8/км²).
Расовий склад населення:
| - 100,0 % — білих |

До двох чи більше рас належало 0,0 %. Частка іспаномовних становила 0,0 % від усіх жителів.
За віковим діапазоном населення розподілялося таким чином: 19,5 % — особи молодші 18 років, 58,5 % — особи у віці 18—64 років, 22,0 % — особи у віці 65 років та старші. Медіана віку мешканця становила 47,5 року. На 100 осіб жіночої статі у переписній місцевості припадало 105,0 чоловіків;  на 100 жінок у віці від 18 років та старших — 106,2 чоловіків також старших 18 років.
Цивільне працевлаштоване населення становило 16 осіб. Основні галузі зайнятості: транспорт — 68,8 %, виробництво — 31,3 %.